# Campeonato Mundial de Balonmano Femenino de 2027
El XXVIII Campeonato Mundial de Balonmano Femenino se celebrará en Hungría en el año 2027 bajo la organización de la Federación Internacional de Balonmano (IHF) y la Federación Húngara de Balonmano.

## Clasificación
| Competición                      | Fecha | Sede                   | Plazas | Equipos clasificados |
| -------------------------------- | ----- | ---------------------- | ------ | -------------------- |
| País anfitrión                   | —     | —                      | 1      | Hungría              |
| Campeonato Mundial               |       | Alemania/ Países Bajos |        |                      |
| Campeonato Africano              |       |                        |        |                      |
| Campeonato Europeo               |       |                        |        |                      |
| Campeonato Asiático              |       |                        |        |                      |
| Proceso europeo de clasificación |       | —                      |        |                      |
| Campeonato Panamericano          |       |                        |        |                      |
| TOTAL                            |       |                        | 24     | 1                    |